# Vulcanal
El Vulcanal era un santuari dedicat al déu Vulcà a l'antiga Roma. Es va construir al segle viii aC i estava situat a la mateixa zona on més endavant es construiria el Fòrum Romà.
La tradició deia que s'havia fet per commemorar el lloc on Ròmul i Titus Taci van acordar un tractat de pau entre les tribus conegudes amb els noms de els llatins (residents al turó Palatí) i els sabins (residents del Quirinal i de l'Esquilí). També es deia que aquest indret de confluència entre els primers turons poblats de la ciutat va constituir el germen de la fundació de l'estat romà.

## Descripció
El Vulcanal era un simple altar a l'aire lliure, situat en el vessant del turó Capitolí on més endavant es construiria el Comitium i el Fòrum Romà. Estava a mig camí entre els turons de la ciutat que en aquell temps estaven habitats, per evitar el possible perill d'escampar-se el foc que en aquest santuari es mantenia encès constantment. Tot just una de les funcions atribuïdes al déu Vulcà era protegir els ciutadans dels incendis. En el recinte sagrat del Vulcanal hi creixia un lledoner i un xiprer que es creia que eren tan antics com la mateixa ciutat. Segons algunes fonts, en aquest santuari hi havia una escultura que representava a Ròmul portant una quadriga celebrant la victòria sobre els habitants de Camèria i amb una inscripció en grec que lloava aquest rei.

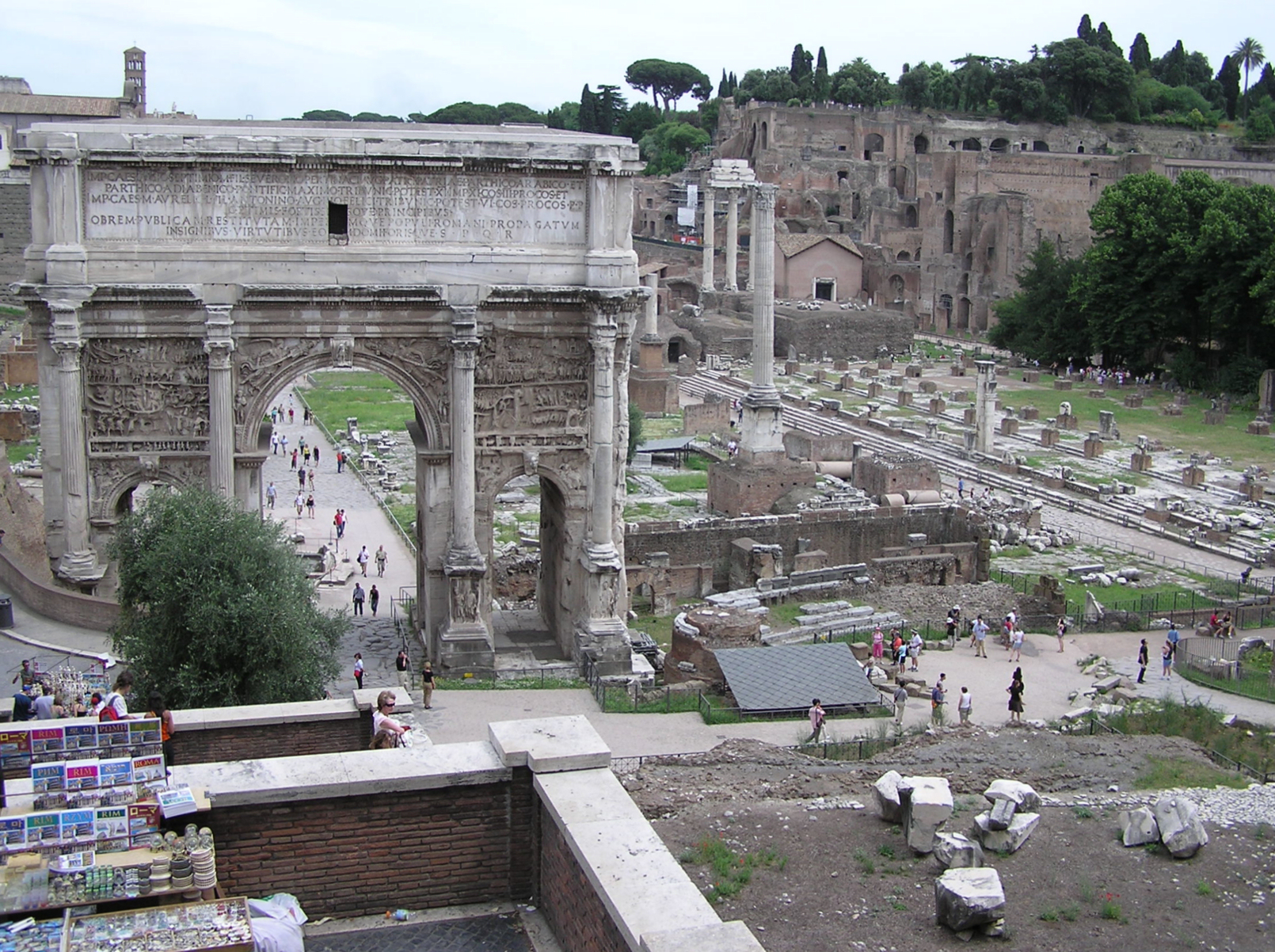
El lloc identificat per Boni com el Vulcanal és avui dia una excavació protegida per una coberta grisa. Comença al sud-oest de l'arc de Septimi Sever i és adjacent al senyal indicador de l'Umbilicus Urbis

Un altre monument erigit en l'àrea sagrada del Vulcanal era una estàtua d'Horaci Cocles que es va traslladar des de la part baixa del Comitium a aquesta zona més elevada, després d'haver estat tocada per la descàrrega d'un llampec. Darrere de l'altar de Vulcà es van trobar en unes excavacions les restes d'uns esglaons tallats en el tuf del capitolí que devien conduir al temple de la Concòrdia.

## Història
A més de la seva funció com a lloc per al culte, el Vulcanal va constituir un lloc de trobada per fer assemblees durant el temps de la monarquia, abans que es construís el Comitium i les Rostra vetera i l'escala d'accés al santuari de Vulcà era emprada com a plataforma per als qui volien fer discursos, funció que més endavant es traspassaria a les Rostra.
El primitiu santuari es va recobrir de marbre l'any 9, per ordre de l'emperador August, cosa que se sap per una inscripció trobada el 1548 i està actualment al Museu de Nàpols. L'emperador Domicià (v. 81-96 dC) també va manar fer unes millores, renovant el marbre i sacrificant una vedella i un porc senglar per celebrar-ho. Més endavant durant l'època imperial, l'àrea sagrada del Vulcanal va quedar molt reduïda, en part per les obres d'ampliació del temple de la Concòrdia, la construcció de l'arc de Septimi Sever i altres obres públiques.

## Estudis arqueològics
La situació exacta del Vulcanal dins del fòrum no està definitivament precisada. Hi ha dues propostes que són les que tenen més suport per part dels especialistes com a llocs més probables.

Giacomo Boni va excavar extensament en aquesta àrea durant els anys 1899-1905 i va proposar un espai a uns 40 m al sud-oest de la Lapis Niger com a l'emplaçament on havia estat el Vulcanal. Aquest espai queda darrere de l'Umbilicus Urbis i de les noves Rostra (Rostra Augusti). Aquí Giacomo Boni va trobar una llosa, que havia estat extreta i tallada directament del tuf natural del turó, i uns blocs també de tuf que delimitaven una àrea (potser el que als llibres antics es coneix com a Area Volcani). Aquesta zona excavada fa uns 13 peus per 9, tot i que es creu que l'original Vulcanal era més gran.
El lloc proposat per G. Boni va ser acceptat durant uns 80 anys fins que el 1983 Filippo Coarelli va fer una altra proposta. Es tractava del lloc, també descobert per G.Boni, conegut en els temps imperials amb el nom de Lapis Niger. En aquest lloc també s'havia trobat la pedra d'un altar del s.VIII aC, que els arqueòles anomenen "Altar G-H" i Coarelli va suggerir que la Lapis Niger no era un lloc proper al Vulcanal sinó el mateix santuari amb diferents noms. Segons aquest autor el lloc identificat pe G.Boni com el Vulcanal és en realitat l'Ara Saturni, el santuari del déu Saturn. La hipòtesi de Coarelli va rebre opinions a favor i en contra, mentre un grup d'autoritats en el tema creuen que és correcta, altres experts continuen insistint que la proposta de G. Boni és l'encertada.